# Supernatural Superserious
«Supernatural Superserious» es una canción y un sencillo de la banda de rock alternativo R.E.M.. La canción forma parte del décimo cuarto álbum de la banda, Accelerate. El sencillo fue publicado el 11 de febrero de 2008.

## Vídeoclip
El vídeo está rodado en los alrededores y lugares de la ciudad de Nueva York.
R.E.M. contrató a Vincent Moon para realizar el video cip para la canción. La banda llevaba una mala época con sus vídeos. Vincent Moon les propuso algo completamente diferente a todo lo que la banda estadounidense llevaba realizando.
El vídeo es una especie de resumen de todo lo visto, aunque con sonido de estudio.
En total, son 12 vídeos de una misma canción, algo nunca visto. Además el usuario puede realizar su propio vídeo y luego publicarlo, ya que en la página web aparece un enlace para poder descargar la canción y mezclar sonidos, todo para crear un nuevo vídeo

## Listado de canciones
CD single #1 (UK, Germany) (W798CD), 7" Single (US)
1. "Supernatural Superserious" - 3:25
2. "Airliner" - 2:19

CD single #2 (UK) (W798CDX)
1. "Supernatural Superserious" - 3:25
2. "Airliner" - 2:19
3. "Red Head Walking" - 2:13

- Datos: Q2279285